# En enkel plan
En enkel plan (originaltitel: A Simple Plan) är en amerikansk film från 1998 i regi av Sam Raimi. Filmen är baserad på Scott Smiths bok med samma namn.

## Handling
Två bröder och en vän till dem finner ett havererat flygplan som innehåller en väska med fyra miljoner dollar.

## Medverkande (i urval)
- Bill Paxton - Hank Mitchell
- Bridget Fonda - Sarah Mitchell
- Billy Bob Thornton - Jacob Mitchell
- Brent Briscoe - Lou Chambers
- Jack Walsh - Tom Butler
- Chelcie Ross - Sheriff Carl Jenkins
- Becky Ann Baker - Nancy Chambers
- Gary Cole - Neil Baxter